# Наскальные рельефы в Тануме
Наскальные рельефы в Тануме — комплекс петроглифов в коммуне Танум, лен Вестра-Гёталанд, Швеция. Были открыты в 1972 году Эйджем Нильсеном, который изначально намеревался установить в скале динамит для проведения строительных работ.
В общей сложности комплекс насчитывает около 3000 рисунков, сгруппированных более чем в 100 местах вдоль 25-километровой линии, которая была берегом фьорда в бронзовом веке. Площадь комплекса — 0,5 км². Возраст рисунков от 3800 до 2600 лет. На петроглифах изображены сюжеты из жизни древних людей: охота, быт, оружие, животные, лодки.
Рисунки находятся под угрозой исчезновения в результате негативного влияния окружающей среды, в частности их окисления. Некоторые петроглифы окрашены в красный цвет, чтобы туристы могли лучше их рассмотреть.

## Галерея
- Женщина
- Птицы
- Похоронная лодка
- Змея